# Patrick Rafter
Patrick Rafter, född 28 december 1972 i Mount Isa, Queensland, är en australisk f.d. tennisspelare. Rafter upptogs 2006 i International Tennis Hall of Fame.

## Tenniskarriären
Rafter blev professionell tennisspelare 1991. Under sin aktiva tenniskarriär vann Rafter 11 singel- och 10 dubbeltitlar på ATP-touren. Totalt vann han tre Grand Slam-titlar, varav två i singel och en i dubbel. Han spelade också ytterligare två singelfinaler (Wimbledonmästerskapen 2000 och 2001). Han rankades som världsetta under en vecka i juli 1999.
Han vann US Open 1997 och 1998 efter finalsegrar över britten Greg Rusedski (1997, setsiffror 6-3, 6-2, 4-6, 7-5) och landsmannen Mark Philippoussis (setsiffror 3-6, 6-3, 6-2, 6-0). År 2001 mötte han Goran Ivanisevic i finalen i Wimbledon. Matchen blev ytterst jämn och har beskrivits som en av de absolut bästa i turneringens historia. Rafter förlorade med siffrorna 3-6, 6-3, 3-6, 6-2, 7-9. Året innan, 2000, förlorade Rafter finalen i Wimbledon till Pete Sampras. Sin dubbeltitel i Australiska öppna 1999 tog han tillsammans med svensken Jonas Björkman.
Rafter spelade för det australiska Davis Cup-laget 1994-2001. Han spelade totalt 32 matcher, av vilka han vann 21.

## Spelaren och personen
Rafter började spela tennis redan som 5-åring tillsammans med sin far och tre äldre bröder.
Han donerade sina segerpremier från US Open-turneringarna 1997 och 1998 till ett sjukhus i Brisbane för terminalt sjuka barn. För detta tilldelades han the Arthur Ashe Humanitarian Award. Vid fyra tillfällen tilldelades Rafter ATPs Stefan Edberg Sportsmanship's Award. Han blev utnämnd till "Årets Australier" 2002.
Han gifte sig 2004 med Lara Feltham, paret har två barn.

## Grand Slam-finaler, singel (4)

### Titlar (2)
| År   | Mästerskap | Finalmotståndare   | Setsiffror         |
| 1997 | US Open    | Greg Rusedski      | 6-3, 6-2, 4-6, 7-5 |
| 1998 | US Open    | Mark Philippoussis | 6-3, 3-6, 6-2, 6-0 |

### Finalförluster (2)
| År   | Mästerskap            | Finalmotståndare | Setsiffror              |
| 2000 | Wimbledonmästerskapen | Pete Sampras     | 6-7, 7-6, 6-4, 6-2      |
| 2001 | Wimbledonmästerskapen | Goran Ivanišević | 6-3, 3-6, 6-3, 2-6, 9-7 |

## Övriga Grand Slam-titlar
- Australiska öppna
  - Dubbel - 1999